# Cheilosia thalhammeri
Cheilosia thalhammeri är en tvåvingeart som först beskrevs av Szilady 1938.  Cheilosia thalhammeri ingår i släktet örtblomflugor, och familjen blomflugor. Inga underarter finns listade i Catalogue of Life.